# The Cooper Temple Clause
The Cooper Temple Clause — британская альтернативная рок-группа из Уокингэма, Беркшир. Созданная в 1998 году, группа быстро обрела популярность, провела множество концертов и записала три альбома. 24 апреля 2007 года после ухода Дэниэла Фишера группа распалась.

## История названия
Группа названа в честь положения, придуманного британским политиком Уильямом Фрэнсисос Купер-Темплом (William Francis Cowper-Temple), которое позволяло родителям отказаться от религиозного воспитания их ребёнка. Это положение в англоязычной среде известно как «Cowper-Temple clause». «Cowper» и «Cooper» имеют схожее произношение, близкое к /ˈkuːpər/.

## Участники группы
- Том Беллами — гитара, бас-гитара, синтезатор, клавишные, труба, программирование, семплы, губная гармоника, перкуссия, игрушечное фортепиано, вокал и тексты песен;
- Дэниэл Фишер — гитара, бас-гитара, вокал и тексты песен;
- Бен Готри — гитара, бас-гитара, клавишные и вокал;
- Джон Харпер — ударные, перкуссия, бэк-вокал;
- Киран Мэхон — клавишные, синтезатор, орган, орган Хаммонда, гитара, бас-гитара, бэк-вокал;
- Дидз Хэммонд — бас-гитара, синтезатор, семплы, вокодер, гитара и вокал (ушел в 2005 году).
- Крутая прическа ещё не делает из музыканта звезду мирового масштаба. Но может существенно способствовать привлечению внимания к начинающей группе. Шестерка из английского Рединга The Cooper Temple Clause славна не только и не столько бардаком НА головах, сколько беспорядком В головах её участников. «Мы играем музыку, которую хотели слышать от других, но — не услышали», — говорит вокалист одной из самых нестандартных гитарных групп Великобритании Бен Готри. Потому, мол, решили восполнить этот пробел собственными силами. В ход идут панк-рок, метал, психоделия, брит-поп, джаз и так далее: The Cooper Temple Clause — настоящий монстр о шести головах. Каждая тянет в свою сторону, ибо имеет свои личные представления о том, какой должна быть современная рок-музыка. Тем не менее, ссоры в группе крайне редки. «Мы знаем друг друга очень давно, — говорят музыканты. — Научились уважать чужое мнение и ценить друг друга». Возможно, именно поэтому в группе нет лидера — все участники вносят равный вклад в написание песен. Более того — каждый из музыкантов владеет сразу несколькими инструментами, и в случае необходимости может заменить своего коллегу. Так что присутствующие на их концертах зрители нередко могут наблюдать настоящий кордебалет с передачей инструментов из рук в руки и миграцией участников с одного рабочего места на другое. Что ни говори, такое впечатляет, потому The Cooper Temple Clause по праву считаются одним из лучших live-коллективов Великобритании. И — совершенно точно — самым непредсказуемым.

## Дискография
- See This Through and Leave (2002)
- Kick Up The Fire, And Let The Flames Break Loose (2003)
- Make This Your Own (2007)